# Latin American Poker Tour Saison 6
Résultats et tournois de la saison 6 du Latin American Poker Tour (LAPT).

## Résultats et tournois

### LAPT 6PokerStars Caribbean Adventure
- Lieu : Atlantis Resort & Casino, Paradise Island,  Bahamas[1]
- Prix d'entrée : 10 300 $[1]
- Date : 7 janvier 2013[1]
- Nombre de joueurs :  987
- Prize Pool : 9 573 900 $
- Nombre de places payées :  144

| Place | Nom             | Prix        |
| ----- | --------------- | ----------- |
| 1er   | Dimitar Danchev | 1 859 000 $ |
| 2e    | Joel Micka      | 1 190 000 $ |
| 3e    | Jerry Wong      | 725 000 $   |
| 4e    | Jonathan Roy    | 560 000 $   |
| 5e    | Owen Crowe      | 435 000 $   |
| 6e    | Andrey Shatilov | 325 000 $   |
| 7e    | Yann Dion       | 230 000 $   |
| 8e    | João Nogueira   | 165 900 $   |

### LAPT 6 Viña del Mar
- Lieu : Casino de Viña del Mar, Viña del Mar,  Chili[2]
- Prix d'entrée : 1 100 $[2]
- Date : Du 13 au 17 mars 2013[2]
- Nombre de joueurs :  1 024
- Prize Pool : 1 024 000 $
- Nombre de places payées :  160

| Place | Nom                      | Prix      |
| ----- | ------------------------ | --------- |
| 1er   | Pablo Tavitian           | 184 200 $ |
| 2e    | Leonardo Martins         | 117 200 $ |
| 3e    | José Ignacio Barbero     | 78 460 $  |
| 4e    | Jaime Mayol              | 57 620 $  |
| 5e    | Fernando Gordo           | 41 720 $  |
| 6e    | Sérgio Braga             | 31 720 $  |
| 7e    | Alejandro Cholakis       | 23 780 $  |
| 8e    | Sebastián Marcel Miranda | 19 220 $  |

### LAPT 6 São Paulo
- Lieu : Tivoli Hotel São Paulo Mofarrej, São Paulo,  Brésil[3]
- Prix d'entrée : 4 000 BRL[3]
- Date : Du 26 au 30 avril 2013[3]
- Nombre de joueurs :  753
- Prize Pool : 2 629 480 BRL
- Nombre de places payées :  120

| Place | Nom               | Prix        |
| ----- | ----------------- | ----------- |
| 1er   | Victor Sbrissa    | 512 100 BRL |
| 2e    | Daniel de Almeida | 334 000 BRL |
| 3e    | Rafael Pardo      | 231 400 BRL |
| 4e    | Leonardo Bresia   | 171 000 BRL |
| 5e    | André Akkari      | 128 900 BRL |
| 6e    | Marco Ximenes     | 94 700 BRL  |
| 7e    | Leo Fernández     | 68 400 BRL  |
| 8e    | Thiago Grigoletti | 52 600 BRL  |

### LAPT 6 Medellín
- Lieu : Allegre Casino, Medellín,  Colombie[4]
- Prix d'entrée : 2 000 000 COP[4]
- Date : Du 5 au 9 juin 2013[4]
- Nombre de joueurs :  629
- Prize Pool : 1 098 230 000 COP
- Nombre de places payées :  96

| Place | Nom                       | Prix            |
| ----- | ------------------------- | --------------- |
| 1er   | Weider Gutiérrez Vanegas  | 165 244 000 COP |
| 2e    | Miguel Moscoso            | 155 243 000 COP |
| 3e    | Miguel Velasco            | 145 243 000 COP |
| 4e    | Christian de León         | 74 460 000 COP  |
| 5e    | Alejandro de Arruabarrena | 55 790 000 COP  |
| 6e    | Pablo Luzardo             | 41 510 000 COP  |
| 7e    | Mayu Roca Uribe           | 30 530 000 COP  |
| 8e    | Juan Pastor               | 22 840 000 COP  |

### LAPT 6 Lima
- Lieu : Atlantic City Casino, Lima,  Pérou[5]
- Prix d'entrée : 1 650 $[5]
- Date : Du 31 juillet au 4 août 2013[5]
- Nombre de joueurs :  557
- Prize Pool : 810 440 $
- Nombre de places payées :  88

| Place | Nom                         | Prix      |
| ----- | --------------------------- | --------- |
| 1er   | Patricio Andrés Rojas Parra | 123 840 $ |
| 2e    | Guillermo Pardo             | 100 000 $ |
| 3e    | Víctor Castro               | 80 000 $  |
| 4e    | Ricardo Rabah               | 60 000 $  |
| 5e    | Scott Diver                 | 50 000 $  |
| 6e    | Andrey Spitsyn              | 45 000 $  |
| 7e    | Carlos Noriega              | 40 000 $  |
| 8e    | Julián Menéndez             | 17 660 $  |

### LAPT 6 Panama
- Lieu : Veneto Grand Hotel Casino, Panama,  Panama[6]
- Prix d'entrée : 1 650 $[6]
- Date : Du 18 au 22 septembre 2013[6]
- Nombre de joueurs :  570
- Prize Pool : 855 000 $
- Nombre de places payées :  88

| Place | Nom              | Prix      |
| ----- | ---------------- | --------- |
| 1er   | Galal Dahrouj    | 132 535 $ |
| 2e    | Joel de Oliveira | 115 540 $ |
| 3e    | Jesus Kafati     | 106 365 $ |
| 4e    | Carter Gill      | 57 060 $  |
| 5e    | Paulo Carillo    | 42 960 $  |
| 6e    | Raúl Pino        | 32 180 $  |
| 7e    | Joseph Stefan    | 23 880 $  |
| 8e    | Marco Oliveira   | 18 080 $  |

### LAPT 6 Punta del Este Grand Final
- Lieu : Mantra Resort Spa Casino, Punta del Este,  Uruguay[7]
- Prix d'entrée : 2 500 $[7]
- Date : Du 14 au 17 novembre 2013[7]
- Nombre de joueurs :  508
- Prize Pool : 1 133 340 $
- Nombre de places payées :  80

| Place | Nom               | Prix      |
| ----- | ----------------- | --------- |
| 1er   | Carter Gill       | 238 260 $ |
| 2e    | Iván Raich        | 153 000 $ |
| 3e    | Ariel Mantel      | 106 300 $ |
| 4e    | Andrés Korn       | 79 100 $  |
| 5e    | Juan Pérez        | 59 840 $  |
| 6e    | Cesar Sanguinetti | 45 100 $  |
| 7e    | João Neto         | 33 780 $  |
| 8e    | Walid Shenadeh    | 25 840 $  |